# 54-я гвардейская бригада управления
54-я гвардейская ордена Красной Звезды бригада управления (сокр. 54 гв. бру, в/ч 53790) — тактическое соединение связи Сухопутных войск Российской Федерации.
Бригада дислоцируется в г. Белогорск и находится в составе 35-й общевойсковой армии Восточного военного округа.

## История
Свою историю 54-я ордена Красной Звезды бригада управления 35-й общевойсковой армии ведет от 406-го отдельного батальона связи, сформированного в Пензенской области в июне 1943 года на базе 1348-й отдельной кабельно-шестовой роты 29-го стрелкового корпуса. Формирование батальона состоялось за две недели.
Батальон прошёл боевой путь, обеспечивая связью войска 29-го стрелкового корпуса в ходе боевых операций по освобождению Орловщины, Северной Украины, Гомельской и Полесской областей, по уничтожению Бобруйской группировки противника. На заключительном этапе войны батальон принимал участие в боях по освобождению Правобережной Украины, Крыма, Молдавии. Окончание Великой Отечественной войны батальон встретил в городе Кёнигсберг. За мужество, доблесть и героизм 886 воинов-связистов батальона были награждены государственными наградами.
В конце 1980-х формирование носило наименование 54-й отдельный полк связи и входило в состав 35-й общевойсковой армии Дальневосточного военного округа.
В 1995 году 54-й отдельный полк связи был переформирован в 54-ю отдельную бригаду связи (узловую). В 2010 году бригада переименована в 54-ю бригаду управления 35 ОА ВВО.
21 февраля 2025 года бригаде "за массовый героизм и отвагу, стойкость и мужество, проявленные личным составом бригады в боевых действиях по защите Отечества и государственных интересов в условиях вооружённых конфликтов", Указом Президента Российской Федерации присвоено почётное наименование «гвардейская».

## Награды
- Орден Красной Звезды — 406-й батальон связи награждён 29 апреля 1945 года за образцовое выполнение заданий командования, проявленное при разгроме группировки немецких войск юго-западнее города Кёнигсберга.[1]